# Hypolimnas grandis
Hypolimnas grandis är en fjärilsart som beskrevs av Rothschild 1918. Hypolimnas grandis ingår i släktet Hypolimnas och familjen praktfjärilar. Inga underarter finns listade i Catalogue of Life.